# Shavertown (Pensilvania)
Shavertown es un lugar designado por el censo ubicado en el condado de Luzerne en el estado estadounidense de Pensilvania. En el Censo de 2010 tenía una población de 2019 habitantes y una densidad poblacional de 640,02 personas por km².

## Geografía
Shavertown se encuentra ubicado en las coordenadas 41°19′8″N 75°56′26″O / 41.31889, -75.94056. Según la Oficina del Censo de los Estados Unidos, Shavertown tiene una superficie total de 3.15 km², de la cual 3.15 km² corresponden a tierra firme y (0%) 0 km² es agua.

## Demografía
Según el censo de 2010, había 2019 personas residiendo en Shavertown. La densidad de población era de 640,02 hab./km². De los 2019 habitantes, Shavertown estaba compuesto por el 97.47% blancos, el 0.59% eran afroamericanos, el 0% eran amerindios, el 1.04% eran asiáticos, el 0% eran isleños del Pacífico, el 0.25% eran de otras razas y el 0.64% pertenecían a dos o más razas. Del total de la población el 0.94% eran hispanos o latinos de cualquier raza.